# Polițist, adjectiv
Polițist, adjectiv é um filme de drama romeno de 2009 dirigido e escrito por Corneliu Porumboiu. Foi selecionado como representante da Romênia à edição do Oscar 2010, organizada pela Academia de Artes e Ciências Cinematográficas.

## Elenco
- Dragoș Bucur – Cristi
- Vlad Ivanov – Anghelache
- Ion Stoica – Nelu
- Irina Săulescu – Anca
- Cerasela Trandafir – Gina
- Marian Ghenea – Attorney
- Cosmin Seleși – Costi
- Șerban Georgevici – Sica
- George Remeș – Vali
- Adina Dulcu – Dana
- Dan Cogălniceanu – Gica